# Семенково (Ростовский район)
Семенково — деревня Ростовского района Ярославской области, входит в состав сельского поселения Петровское.

## География
Расположена на берегу озера Чашницы в 9 км на юго-восток от посёлка Петровское и в 32 км на юг от Ростова.

## История
Близ деревни располагался Воскресенский погост. В 1787 году на погосте на средства прихожан была построена церковь Воскресения Христова.
В конце XIX — начале XX деревня входила в состав Перовской волости Ростовского уезда Ярославской губернии. В 1885 году в деревне было 9 дворов.
С 1929 года деревня входила в состав Осницкого сельсовета Ростовского района, в 1935—1959 годах — в составе Петровского района, с 1954 года — в составе Карашского сельсовета, с 2005 года — в составе сельского поселения Петровское.

## Население
| 1859 | 1914 | 2007 | 2010 |
| ---- | ---- | ---- | ---- |
| 59   | ↗85  | ↘8   | ↗10  |

## Достопримечательности
На Воскресенском погосте близ деревни расположена недействующая церковь Воскресения Христова (1786).